# Grenadier

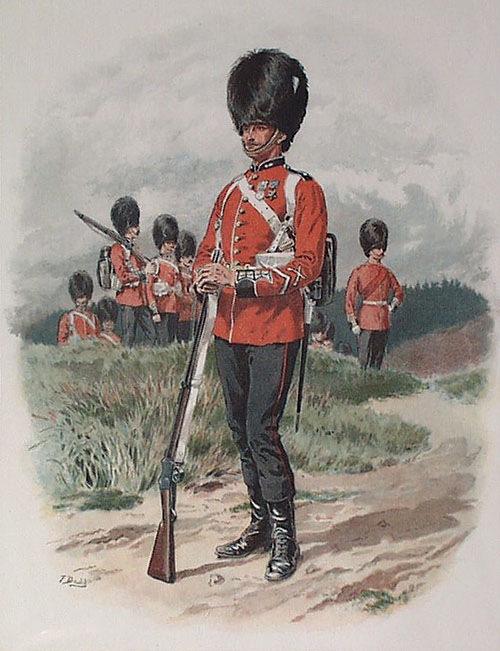
British Grenadier Guards

Termenul grenadier desemnează mai multe tipuri de soldați din diverse epoci ale istoriei, îndeosebi ale celei europene. 
Avându-și originile în China antică, grenada a apărut în Europa în jurul anului 1536, fiind îndeosebi folosită în asedii și doar în 1667 a fost creată prima unitate de grenadieri, în Regatul Franței. Spre sfârșitul secolului al XVIII-lea, grenadele nu mai erau folosite, dar numeroase unități și-au păstrat numele de grenadieri. În timpul războaielor napoleoniene, majoritatea Marilor Puteri Europene dețineau unități de grenadieri, fiind unități formate din cei mai masivi și mai curajoși soldați de infanterie. 